# Ciparski grčki
Ciparsko narječje (grčki: κυπριακή διάλεκτος της ελληνικής γλώσσας 'ciparsko narječje grčkoga jezika') jedna je od inačica modernoga grčkog jezika, a rabi se na otoku Cipru gdje njime govori oko 650 000 ljudi, a u emigrantskim zajednicama u Ujedinjenom Kraljevstvu, Sjevernoj Americi, Južnoj Africi i drugdje. Zbog svoje duge izolacije jako se razlikuje od standardnoga grčkog i često je nerazumljiv govornicima standarda. Ljudima s Cipra standard je ipak razumljiviji jer je on u upotrebi u edukaciji i medijima.
Ciparski nije ujedinjeno narječje, pa se ovdje objašnjava govor educiranih govornika iz glavnoga grada, Nikozije. Nema standarda načina zapisivanja, ipak, postoje razni načini pisanja grčkim alfabetom.

## Klasifikacija
Ciparski pripada jugoistočnim narječjima koji imaju palatalizaciju velara, geminaciju i zadržavanje završnog /n/.
Iako sve inačice modernoga grčkog palataliziraju velare pred prednjim samoglasnicima (/i/ i /e/) i /j/, obilježje je južnih narječja ekstremna palatalizacija i pretvaranje njih u frikative ili afrikate u tim položajima. U ciparskom vrijedi: /k, g, x, ɣ/ > /t͡ʃ, d͡ʒ, ʃ, ʒ/.
Još je jedna važna odlika ciparskog prezervacija geminacije iz antičkoga grčkog (geminacija je udvajanje suglasnika ili samoglasnika kao u hrvatskom najjači). Ciparski je također razvio vlastitu, novu geminaciju uključujući i onu na početku riječi. Primjeri su /filla/ 'listovi' i /fila/ 'Poljubi!'.
Posljednje obilježje ciparskog jest zadržavanje (retencija) završnog -n. Primjerice, 'rekao je' glasi [ipen] pred pauzom.

## Fonologija

### Suglasnici
Svi se suglasnici osim zvučnih frikativa mogu pojaviti geminirani. Geminirano /ɾ/ jest /r/.
|                    |                    | Labijalni | Dentalni | Alveolarni | Postalveolarni | Palatalni | Velarni |
| ------------------ | ------------------ | --------- | -------- | ---------- | -------------- | --------- | ------- |
| Nazal              | Nazal              | m         | n        |            |                |           |         |
| Plozivi i afrikate | Plozivi i afrikate | p         | t        |            | t͡ʃ             | c         | k       |
| Frikativ           | bezvučni           | f         | θ        | s          | ʃ              |           | x       |
| Frikativ           | zvučni             | v         | ð        | z          | ʒ              | ʝ         | ɣ       |
| Laterali           | Laterali           |           |          | l          |                |           |         |
| Dotačnik           | Dotačnik           |           |          | ɾ          |                |           |         |

Plozivi i afrikata /t͡ʃ/ izgovaraju se zvučno uz nazale.
Primjeri nekih glasova na ciparskom narječju:
| Glas | IPA     | Pismo  | Prijevod  |
| ---- | ------- | ------ | --------- |
| p    | pi'ɾɐ   | πυρά   | vrućina   |
| t    | tɔ'ɾɐ   | τωρά   | sad       |
| k    | 'kɔɾi   | κόρη   | djevojka  |
| f    | fɔ'ni   | φωνή   | glas      |
| θ    | θɔ'ɾɔ   | θωρώ   | vidim     |
| x    | xɔ'nin  | χωνίν  | dimnjak   |
| v    | vu'ɾɔ   | βουρώ  | trčim     |
| ð    | ðɐ'mɛ   | δαµαί  | ovdje     |
| ɣ    | 'ɣɐɾɔs  | γάρος  | magarac   |
| s    | 'suzɐ   | σούζα  | zamahnuti |
| z    | zɔɾ'lis | ζορλής | tvrdoglav |
| ʃ    | 'ʃɐlin  | σιάλιν | šal       |
| ʒ    | ʒɔ      | ζιω    | živim     |
| t͡ʃ   | t͡ʃɐ'mɛ  | τζαµαί | ondje     |
| m    | 'mɐm:ɐ  | µάµµα  | mama      |
| n    | nu'ɾɐ   | νουρά  | rep       |
| ɾ    | 'ɾɔtsɐ  | ρότσα  | kamen     |
| l    | lɐ'ɔs   | λαός   | zec       |

### Samoglasnici
Ciparsko narječje ima isti broj samoglasnika kao i standardni grčki te hrvatski: /a, e, i, o, u/. Arvaniti 1999. njihovu realizaciju objašnjava kao: /ɐ, ɛ, i, ɔ, u/.